# Tielenau
Die Tielenau ist ein linker Nebenfluss der Eider, ein kleiner Wiesenfluss, der von der Quelle  im Kreisforst Welmbüttel bis zur Mündung in die Eider etwa 23 Kilometer misst. An der Mündung stand die Tielenburg, die nach der gewonnenen Schlacht bei Hemmingstedt von 1500 geschleift wurde und heute nicht mehr zu sehen ist.  